# Alejandro Lipschutz
Alejandro Lipschutz Friedman (Riga, Letonia, 28 de agosto de 1883 - Santiago de Chile, 10 de enero de 1980) fue un científico, médico, académico y filósofo chileno de origen judío-letón. Realizó estudios en el área de la fisiología, la endocrinología sexual y, como antropólogo, el indigenismo biológico y cultural de América. En 1969 fue el primero a quien se le otorgó el Premio Nacional de Ciencias de Chile.

## Biografía

### Familia y estudios
Lipschutz nació en el seno de una familia judía en Riga, actual capital de Letonia, que por entonces pertenecía al Imperio ruso. En 1902 ingresó a estudiar a la Escuela de Medicina en la Universidad de Berlín. Sin embargo, conmovido por el Domingo Sangriento de 1905 en San Petersburgo, interrumpió sus estudios para convertirse en dirigente estudiantil en la Revolución rusa de 1905. Se afilió al Partido Obrero Socialdemócrata de Rusia y debió huir al exilio en Alemania. Allí, con 24 años de edad, se tituló en 1907 de Medicina en la Universidad de Gotinga.

### Carrera académica
Luego de titularse de Medicina, Lipschutz fue contratado por la Universidad de Berlín para investigar sobre el sistema nervioso humano. También ejerció como académico en la Universidad de Berna, en Suiza, pero debió suspender su trabajo en 1914 producto de la Primera Guerra Mundial, debido a la cual debió de servir como médico para el ejército ruso.
A sus 36 años, y luego de un largo peregrinar por laboratorios de Europa, Lispchütz se instaló en Estonia como director del Instituto de Fisiología de la Universidad de Tartu.
En 1926 viajó a Chile invitado por el rector de la Universidad de Concepción, Enrique Molina Garmendia, para que asumiera la dirección del nuevo Instituto de Fisiología de la recién fundada Escuela de Medicina de la universidad penquista, razón por la cual terminó radicándose, obteniendo la nacionalidad en 1941. Investigó en endocrinología, fisiología y el cáncer. En 1927, participó de la fundación de la Sociedad de Biología de Concepción y asumió como decano de la Escuela de Medicina de la Universidad de Concepción hasta 1937. Con el paso de los años su relación con la institución y la rectoría se fue deteriorando, conflicto que se agudizó en 1936 cuando Lipschütz solicitó ajustes salariales que no fueron considerados, por lo que demandó a la universidad por incumplimiento de contrato. La universidad le respondió con su expulsión. El incidente repercutió en la opinión pública y escritores como Pablo de Rokha y Vicente Huidobro manifestaron en la prensa su apoyo al científico.
Las dos décadas siguientes, hasta su jubilación en 1960, ejerció como director del Instituto de Medicina Experimental en Santiago, institución creada por Eduardo Cruz Coke como parte del Servicio Nacional de Salud, desde donde realizó su investigación en biología experimental. En esa ciudad también ejerció la cátedra de Fisiología en la Universidad de Chile.
En 1969 recibió el recién fundado Premio Nacional de Ciencias de Chile, por sus aportes en la endocrinología y la medicina experimental, así como su atención en la biología y cultura de los pueblos indígenas. Lipschutz abogó intensamente por la autonomía de los pueblos originarios. En este campo, fue fundador y miembro del Instituto Indigenista Chileno y de la Sociedad Chilena de Antropología, además de colaborar activamente con el Instituto Indigenista Interamericano con sede en México.
En 1972 fue investido como Académico Honorario del Instituto de Chile, y al año siguiente, fue nombrado doctor honoris causa del Instituto de Etnología de la Academia de Ciencias de la Unión Soviética. En 1974 recibió el Premio Literario Casa de las Américas en La Habana, por su ensayo «Marx y Lenin en la América Latina y los problemas indigenistas».

### Labor social
Durante su juventud, Lipschutz fue dirigente estudiantil en la Revolución rusa de 1905, como militante del Partido Obrero Socialdemócrata de Rusia. Una vez en Chile, se integró rápidamente al país. Fue un activo militante del Partido Comunista de Chile y activo en los ambientes académicos e intelectuales. Fue gran amigo del poeta chileno Pablo Neruda y de Volodia Teitelboim.

### Fallecimiento y reconocimiento póstumo
Alejandro Lipschultz falleció el 10 de enero de 1980 en el Hogar Israelita de Ancianos en Santiago de Chile.
En 1983 se creó el Instituto de Ciencias Alejandro Lipschutz, llamándose así en su honor.

## Áreas de investigación

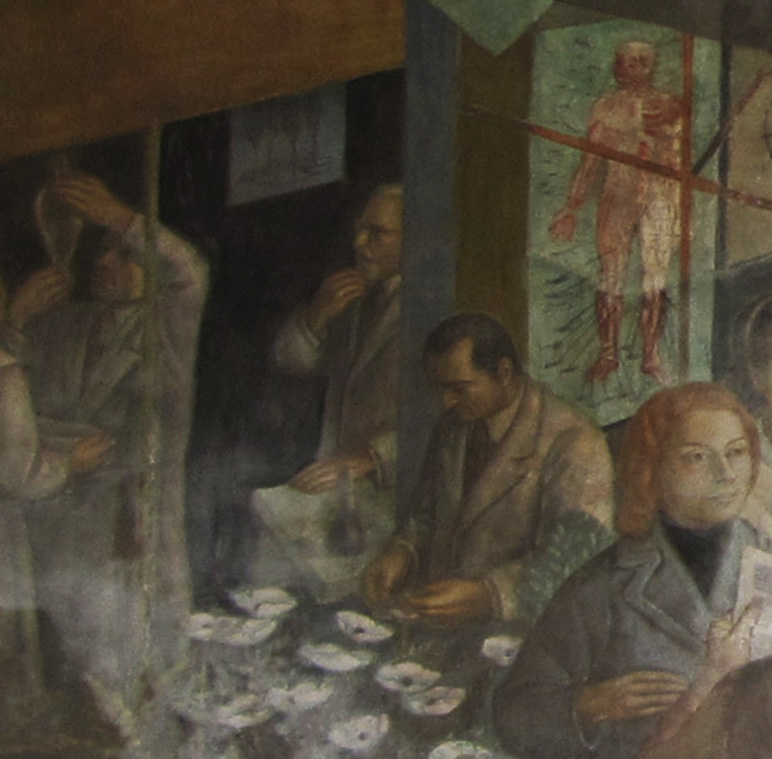
Lipschutz (al centro, de barba) retratado en el mural Historia de la medicina y la farmacia en Chile (Concepción, 1957-1958) del pintor Julio Escámez.

La investigación de Lipschutz se ciñeron al campo de la biología experimental, ligada principalmente al sistema endocrino y a los factores que determinan la sexualidad humana. Así fue como durante sus primeros años, en el laboratorio de Eugen Steinach en Viena, investigó acerca de la acción «feminizante» del ovario y «masculinizante» del testículo, experimentos que sugerían que estos órganos liberaban hormonas que provocaban la aparición de rasgos femeninos o masculinos, según fuera el caso.
En Chile, Lipschutz continuó investigando este tema, específicamente, la relación entre las gónadas y la hipófisis. De sus experimentos obtuvo cobayos machos con injerto ovárico y dos testículos intactos, los que producían leche y al tiempo que copulaban y fecundaban a la hembra que a su vez tenía descendencia.
Años después, ya en el Instituto de Medicina Experimental de Santiago, Lipschutz se centró en otro tema que lo fascinó: la relación entre las hormonas sexuales y el cáncer. Vería correlación entre los tratamientos con estrógeno y la aparición de tumores en las hembras. Asimismo, ahondó en el efecto protector del ritmo sexual en la aparición de tumores.
Por otra parte, desde su juventud Lipschutz se sintió atraído por las ciencias sociales. Estando en Chile, y en paralelo a sus investigaciones científicas, realizó innovadores estudios de los pueblos originarios inscritos en la corriente indigenista. Realizó contundentes aportes a la antropología social y física, a la etnografía y a la etnohistoria, cuando el desarrollo de estas disciplinas estaba solo circunscrita a museos y sociedades científicas y todavía no se ampliaba como estudio académico-universitario.
En su trabajo titulado «Indigenismo y raza india» (1937), afirmó que las valoraciones raciales, tales como las calificaciones de superioridad o inferioridad, son de orden social y no tienen sustento biológico. Posteriormente, en 1946, realizó un viaje a la Patagonia para hacer estudios sobre los indígenas de Tierra del Fuego, demostrando que ellos poseían el mismo grupo sanguíneo que los del resto de Chile, y que en los casos que poseían un grupo sanguíneo distinto existían antecedentes de mestizaje con blancos. Luego de esta experiencia elaboró el concepto de transmutación étnica, el cual fue expuesto y desarrollado en distintas publicaciones en revistas internacionales.
Además de las particularidades de los grupos étnicos y el mestizaje, Lipschutz también abordó el problema de la propiedad indígena y su marco jurídico. Su conocimiento sobre estas materias llevó a Salvador Allende a pedir su asesoría en la redacción del proyecto de ley indígena que derivó en la Ley 17.729, publicada el 26 de septiembre de 1972.

## Obras
Principales trabajos de investigación médica
- 1908-1912. Sistema nervioso central, con el Prof. Max Werworm Metabolismo comparativo, con el Prof. August Putter, en Goettingen y Bonn.
- 1914-1918. Aspectos sociales del problema de alimentación, en Berna.
- 1919-1920. Atrofia muscular, en Tartu.
- 1916-1934. Endocrinología sexual, primero en Viena (1916) con Steinach; en seguida, en Tartu y en Concepción.
- 1935-1970. Trastornos hormonales experimentales y tumorigénesis.
- 1960-1967. Acción prolongada de esteroides anticonceptivos.

Publicaciones
- Allgemeine physiologie des To-des. Vieweg, 1915, 184 pp.
- Allgemeine physiologie des Hungers. Vieweg, 1915, 92 pp.
- Physiologie und Entwicklungsgechichste. Jena, 1916, 24 pp.
- Probleme der Volsernahrung. Bern, 1917, 74 pp.
- Ueber den Einfluss der Ernaehrung auf die Körpergrosse. Bern, 1918, 32 pp.
- Die Pubertaetsdruse und ihre Wirkungen. Bern, 1919, 454 pp.
- Internal secretions of the sex glands. Cambridge y Baltimore, 1924, 513 pp. Hay edición española (Las secreciones internas de las glándulas sexuales), Madrid, 1928.
- Operative Methoden zur Untersuchnung der inner Sekretion der Geschlechtesdrusen. Viena, 1926, 140 pp.
- Las secreciones internas de las glándulas sexuales. Madrid, Morata, 1928. 491 pp.
- Trabajos recientes sobre secreciones internas. Madrid, Morata, 1930
- Die Experiment tellen Grindlagen der Eierstocksverpflapdzug. Leipzig, 1930, 51 pp.
- La autonomía del corazón. Santiago, 1929, y Madrid, Morata, 1930, 83 pp.
- La transplantación ovárica. Madrid, Morata, 1930. 90 pp.
- La autorregulación orgánica y otras conferencias. Madrid, Morata, 1930. 211 pp.
- Curso práctico de fisiología (colaboró Jaime Pi-Súñer), Madrid, Morata, 1934, dos tomos (235 y 245 pp)
- El médico y la medicina experimental. Santiago, 1939, 118 pp.
- Steroid hormones and tumors. Baltimore, 1950, 308 pp. (versión japonesa. Tokio, 1953)
- Cáncer gástrico experimental. Santiago, 1954, 91 pp. (versión japonesa. Tokio, 1954)

Científicas
- Ciencia y universidad. Santiago : Editorial Nascimento, 1939
- 50 años de endocrinología en Chile
- ¿Por qué morimos?, Madrid, Morata, 1930. 162 pp.

Étnicas
- Indoamericanismo y raza india
- El problema racial en la conquista de América
- Guerra y paz y otros problemas candentes

Ensayos
- Alejandro Lipschutz, De Francis Bacon a Carlos Marx y otros ensayos. Ediciones Universidad Católica Silva Henriquéz. Colección Biblioteca Universitaria Patrimonial